# گام کروماتیک
گام کروماتیک گامی است که تمامی ۱۲ نت گام معتدل غربی را شامل می‌شود. تمام نت‌های این گام نیم‌پرده با یکدیگر فاصله دارند.
گام کروماتیک بر دو نوع است:
1. کروماتیک ملودیک: از یک نت به نت بعد (به فاصله یک پرده) ابتدا نیم پرده کروماتیک، سپس نیم پرده دیاتونیک می‌آید.
2. کروماتیک هارمونیک: از یک نت به نت بعد (به فاصله یک پرده) ابتدا نیم پرده دیاتونیک، سپس نیم پرده کروماتیک می‌آید.

تمام گام‌های دیگر در سنت موسیقی غربی زیرمجموعهٔ این گام هستند.